# Würzburg
Würzburg, egy járási jogú város a németországi Bajor Szabadállam Alsó-Frankföldi kerületében a Majna folyó két partján.

## Fekvése
Bajorország nyugati határának közelében a Majna partján található, Schweinfurttól mintegy 30 km-re.

## Éghajlat
| Hónap                                     | Jan. | Feb. | Már. | Ápr. | Máj. | Jún. | Júl. | Aug. | Szep. | Okt. | Nov. | Dec. | Év   |
| ----------------------------------------- | ---- | ---- | ---- | ---- | ---- | ---- | ---- | ---- | ----- | ---- | ---- | ---- | ---- |
| Átlagos max. hőmérséklet (°C)             | 3,8  | 5,6  | 10,4 | 15,8 | 19,9 | 23,3 | 25,5 | 25,4 | 20,4  | 14,3 | 8,0  | 4,5  | 14,8 |
| Átlagos min. hőmérséklet (°C)             | −1,4 | −1,2 | 1,6  | 4,9  | 8,9  | 12,3 | 14,1 | 13,8 | 10,0  | 6,2  | 2,4  | −0,4 | 6,0  |
| Átl. csapadékmennyiség (mm)               | 40   | 36   | 40   | 33   | 57   | 53   | 66   | 56   | 47    | 48   | 46   | 52   | 574  |
| Havi napsütéses órák száma                | 55   | 84   | 132  | 191  | 215  | 224  | 237  | 226  | 167   | 107  | 52   | 43   | 1732 |
| Forrás: World Meteorological Organization |      |      |      |      |      |      |      |      |       |      |      |      |      |

## Története
Kr. e. 1000 körül a kelták telepedtek le a vidéken.
A 6. században már frankok lakják. 650 körül Würzburg frank hercegi székhely. 704. május 1-jén említik először a települést.
1156-ban itt tartották I. Frigyes német-római császár és Burgundiai Beatrix menyegzőjét. 1168-ban az uralkodó Herold püspöknek adományozta a várost.

Würzburg

1402-ben alapították a Würzburgi egyetemet.
1525-ben a német parasztháborúban sikertelenül ostromolták Würzburgot. 1573 és 1617 között Julius Echter von Mespelbrunn hercegpüspök (Fürstbischof) irányította a várost. 1582-ben újból megalapították a Julius–Miksa Egyetemet.
1626-tól négy éven át tartottak a boszorkányüldözések. Ebben az időben Philipp Adolf von Ehrenberg volt a hercegpüspök, aki lelkes támogatója volt ezeknek a kivégzéseknek. Közel 900 embert végeztek ki ilyen módon. 1631-ben II. Gusztáv Adolf svéd király elfoglalta Würzburgot.
1796. szeptember 3-án zajlott le a würzburgi csata.
1803-ban a város a Bajor Választófejedelemséghoz került a város, így 1806-tól a Bajor Királyság része lett. 1806 szeptemberében az újonnan kreált napóleoni állam, a Würzburgi Nagyhercegség fővárosa lett. 1814-től a Bajor Királysághoz csapták, ettől kezdve  napjainkig Bajorország része maradt. 1817-ben Alsó-Majna körzet székhelye lett. 1895-ben Wilhelm Conrad Röntgen itt fedezte fel a róla elnevezett Röntgen-sugarat.
Egy 17 éves afgán fiatal követte el a 2016-os würzburgi baltás támadást.

## Kerületei
A város 13 kerületében 25 városrész található. Ezek az alábbiak:
| 01 Altstadt - Dom (01) - Neumünster (02) - Peter (03) - Innere Pleich (04) - Haug (05) - Äußere Pleich (06) - Rennweg (09) - Mainviertel (17) | 02 Zellerau - Zellerau (18) 03 Dürrbachtal - Dürrbachau (07) - Unterdürrbach (22) - Oberdürrbach (23) 04 Grombühl - Grombühl (08) 05 Lindleinsmühle - Lindleinsmühle (19) | 06 Frauenland - Mönchberg (10) - Frauenland (11) - Keesburg (12) 07 Sanderau - Sanderau (13) 08 Heidingsfeld - Heidingsfeld (14) 09 Heuchelhof - Heuchelhof (20) | 10 Steinbachtal - Steinbachtal (15) - Nikolausberg (16) 11 Versbach - Versbach (24) 12 Lengfeld - Lengfeld (25) 13 Rottenbauer - Rottenbauer (21) |

## Politika
A városi tanács és a polgármester irányítja Würzburgot. A tanács 1256-ban alakult.
Würzburg polgármesterei:
- 1797–1820: Georg Ignaz Brock
- 1821–1832: Wilhelm Josef Behr
- 1835–1840: Sebastian Benkert
- 1840–1852: Matthäus Johann Bermuth
- 1853–1859: Josef Friedrich Treppner
- 1859–1862: Ludwig Weis
- 1862–1865: Jakob Hopfenstätter
- 1866–1884: Georg Zürn
- 1884–1899: Johann Georg Ritter von Steidle
- 1900–1913: Philipp Ritter von Michel
- 1913–1917: Max Ringelmann
- 1918–1920: Andreas Grieser
- 1921–1935: Hans Löffler
- 1935–1945: Theo Memmel
- 1945–1946: Gustav Pinkenburg
- 1946: Michael Meisner
- 1946–1948: Hans Löffler
- 1948–1949: Karl Grünewald
- 1949–1956: Franz Stadelmayer
- 1956–1968: Helmuth Zimmerer
- 1968–1989: Klaus Zeitler
- 1990–2002: Jürgen Weber
- 2002–2008: Pia Beckmann
- 2008–2013: Georg Rosenthal
- 2013–2014: Adolf Bauer (ügyvezető)
- 2014 óta: Christian Schuchardt

## Lakosság
| Lakosok száma | 5000 | 75 499 | 89 910 | 78 443 | 112 584 | 133 799 | 124 698 | 126 010 | 127 880 | 128 246 |
|               | 1200 | 1900   | 1925   | 1950   | 1975    | 2010    | 2013    | 2016    | 2019    | 2023    |

| Év              | Lakosság |
| --------------- | -------- |
| 1200            | 5000     |
| 1512            | 5 365    |
| 1571            | 8 590    |
| 1621            | 9 782    |
| 1703            | 13 883   |
| 1787            | 18 070   |
| 1813            | 19 925   |
| 1830. június 1. | 21 672   |
| 1846. dec. 3.   | 22 650   |
| 1852. dec. 3.   | 29 848   |
| 1855. dec. 3.   | 32 598   |
| 1861. dec. 3.   | 36 119   |
| 1864. dec. 3.   | 41 575   |
| 1867. dec. 3.   | 42 185   |
| 1871. dec. 1.   | 40 005   |

| Év               | Lakosság |
| ---------------- | -------- |
| 1875. dec. 1.    | 44 975   |
| 1880. dec. 1.    | 51 014   |
| 1885. dec. 1.    | 55 010   |
| 1890. dec. 1.    | 61 039   |
| 1895. dec. 2.    | 68 747   |
| 1900. dec. 1.    | 75 499   |
| 1905. dec. 1.    | 80 327   |
| 1910. dec. 1.    | 84 496   |
| 1916. dec. 1.    | 71 044   |
| 1917. dec. 5.    | 70 923   |
| 1919. október 8. | 86 571   |
| 1925. június 16. | 89 910   |
| 1933. június 16. | 101 003  |
| 1939. május 17.  | 107 515  |
| 1945. dec. 31.   | 52 999   |

| Év                | Lakosság |
| ----------------- | -------- |
| 1946. október 29. | 55 604   |
| 1950. szept. 13.  | 78 443   |
| 1956. szept. 25.  | 102 950  |
| 1961. június 6.   | 116 883  |
| 1965. dec. 31.    | 122 067  |
| 1970. május 27.   | 117 147  |
| 1975. dec. 31.    | 112 584  |
| 1980. dec. 31.    | 128 652  |
| 1985. dec 31.     | 127 997  |
| 1987. május 25.   | 123 378  |
| 1990. dec. 31.    | 127 777  |
| 1995. dec. 31.    | 127 295  |
| 2000. dec. 31.    | 127 966  |
| 2005. dec. 3.1.   | 129 628  |
| 2006. dec. 31.    | 131 320  |

¹ Népszámlálás

## Közlekedés

### Utcai közlekedés
| A 3-as autópálya      | Hollandia – Ruhr-vidék – Frankfurt am Main – Würzburg – Nürnberg – Regensburg – Ausztria                 |
| A 7-es autópálya      | Dánia – Hamburg – Hannover – Kassel – Würzburg – Ulm – Ausztria                                          |
| A 81-es autópálya     | Würzburg – Heilbronn – Stuttgart – Singen                                                                |
| B 8-as szövetségi út  | Hollandia – Ruhr-vidék – Frankfurt am Main – Würzburg – Nürnberg – Regensburg – Ausztria                 |
| B 13-as szövetségi út | Würzburg – Ansbach – Eichstätt − Ingolstadt – Unterschleißheim – München – Bad Tölz                      |
| B 19-es szövetségi út | Eisenach – Mellrichstadt – Würzburg – Ulm – Oberstdorf – Ausztria                                        |
| B 22-es szövetségi út | Würzburg (Mainfrankenpark) - Bamberg - Bayreuth - Weiden in der Oberpfalz - Cham                         |
| B 27-es szövetségi út | Blankenburg – Göttingen – Fulda – Würzburg – Ludwigsburg – Stuttgart – Tübingen – Donaueschingen – Svájc |

### Tömegközlekedés
Würzburgban 5 villamosvonal található, összesen 19,7 km hosszan. Utoljára 1989-ben építettek vonalat Heuchelhof városrészben.
A városban a buszközlekedés az elterjedt. A buszok központi végállomása a buszpályaudvar a vasúti pályaudvar mellett.

### Vasúti közlekedés
Würzburg az északi-déli fővasútvonal mentén fekszik, amely Hamburg, Bréma, Hannover, Kassel, Würzburg, Nürnberg érintésével Münchenig tart.
A helyi főpályaudvart az 1950-es években modernizálták.

### Légi közlekedés
A várostól északnyugatra 3 és fél kilométerre található egy reptér a sportrepülők számára.

## Nevezetességei

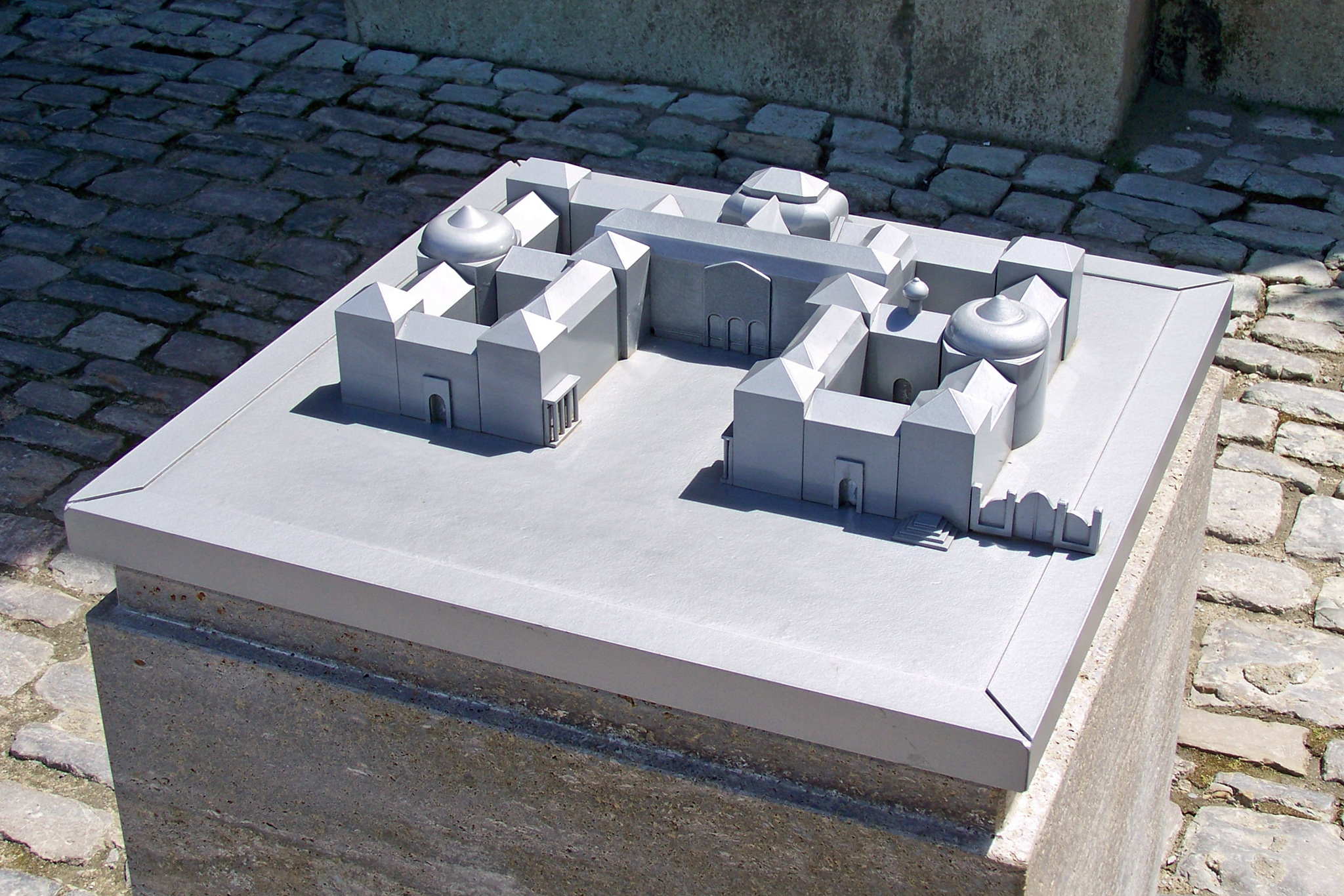

## Oktatás

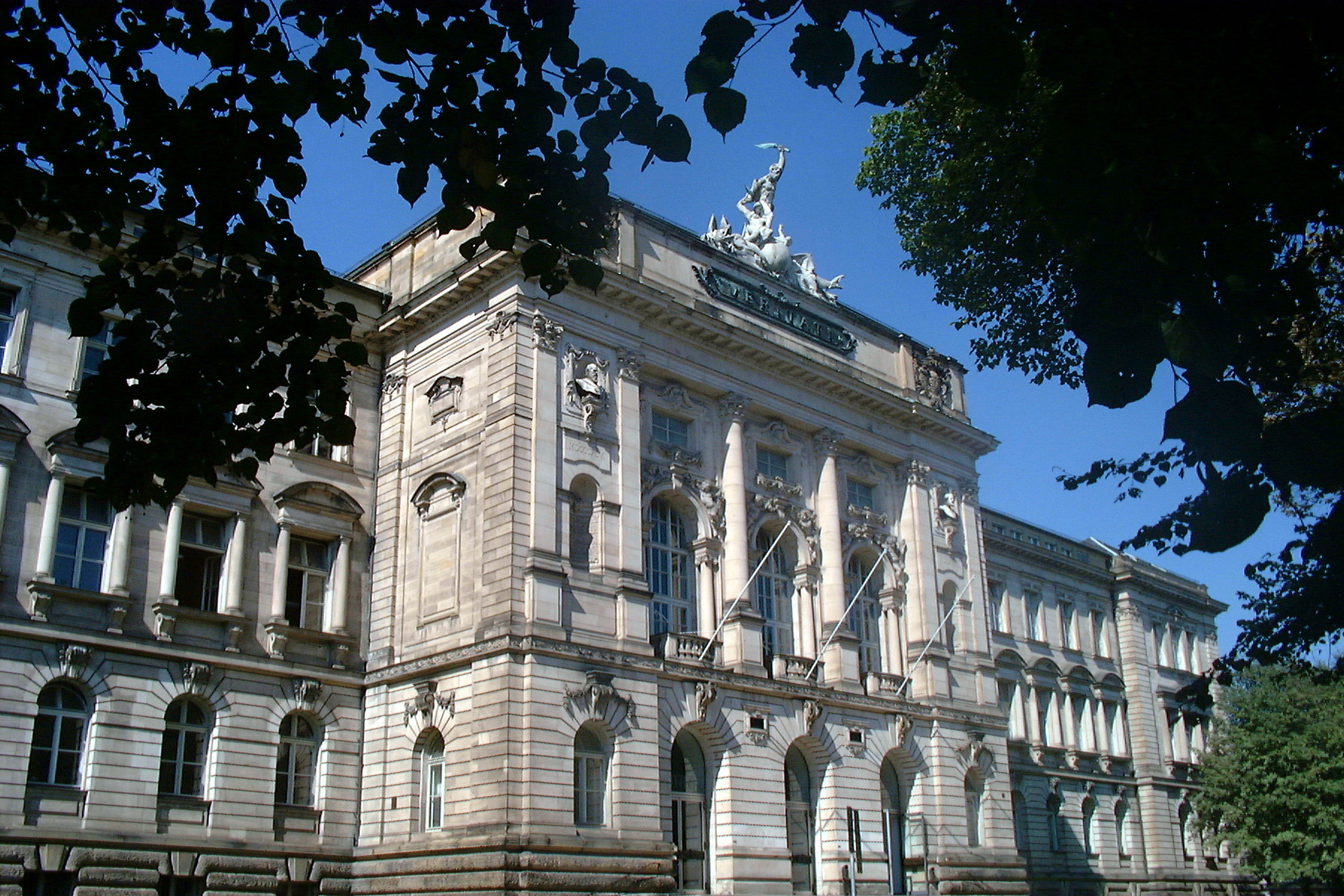
Az egyetem

- Julius-Maximilians-Universität: Első megalapítása 1402-ben volt, majd 1582-ben újra megnyitják kapuit.
- Zenei Főiskola (Hochschule für Musik Würzburg): 1804-ben alapították. 2001-ben a Zenei Akadémia része lett.
- Würzburg-Schweinfurt Szakiskola (Fachhochschule Würzburg-Schweinfurt): 1971-ben alapították.

A városban több középiskola is található:
- Deutschhaus Gimnázium
- Friedrich Koenig Gimnázium
- Matthias Grünewald Gimnázium
- Mozart- und Schönborn Gimnázium
- Riemenschneider Gimnázium
- Röntgen Gimnázium
- Siebold Gimnázium
- Szt. Ursula Gimnázium
- Wirsberg Gimnázium

## Rendezvények
- Január: Nemzetközi filmhétvége
- Március: Tavaszi néptáncfesztivál
- Április: ShuttleParty, Kastélyfutás
- Május: Afrika-fesztivál
- Május/Június: Würzburgi borfalu
- Június: Művészeti fesztivál
- Június/Július: Mozart-ünnep
- Július: Kiliani ünnepség
- Július/augusztus: Christopher Street Day
- Augusztus/Szeptember: Hercegérseki udvari zenei nap
- Augusztus/Szeptember: Borünnep
- Szeptember/Október: Majna kirakodó vásár (minden 2. évben)
- Szeptember: város napja
- Október: ShuttleParty
- Október/November: Kabarénap
- November: Würzburgi sütőnap
- December: Karácsonyi vásár

## Testvérvárosai
- USA Faribault, 1949 óta
- Skócia Dundee, 1962 óta
- Franciaország Caen, 1962 óta
- USA Rochester, 1966 óta
- Tanzánia Mwanza, 1966 óta
- Japán Ócu, 1979 óta
- Spanyolország Salamanca, 1980 óta
- Németország Suhl, 1988 óta
- Svédország Umeå, 1992 óta
- Írország Bray, 2000 óta

## Képgaléria

Würzburg
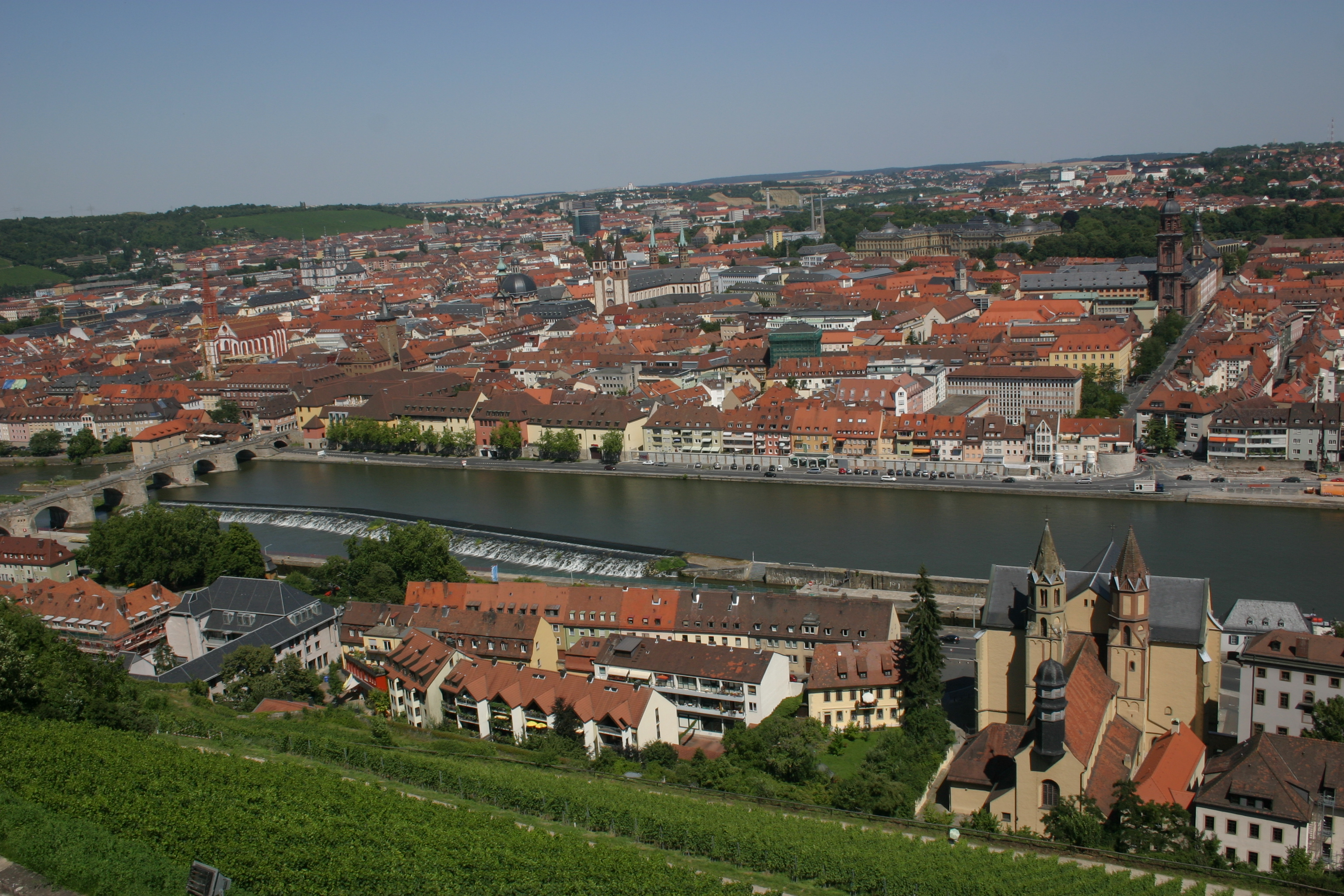
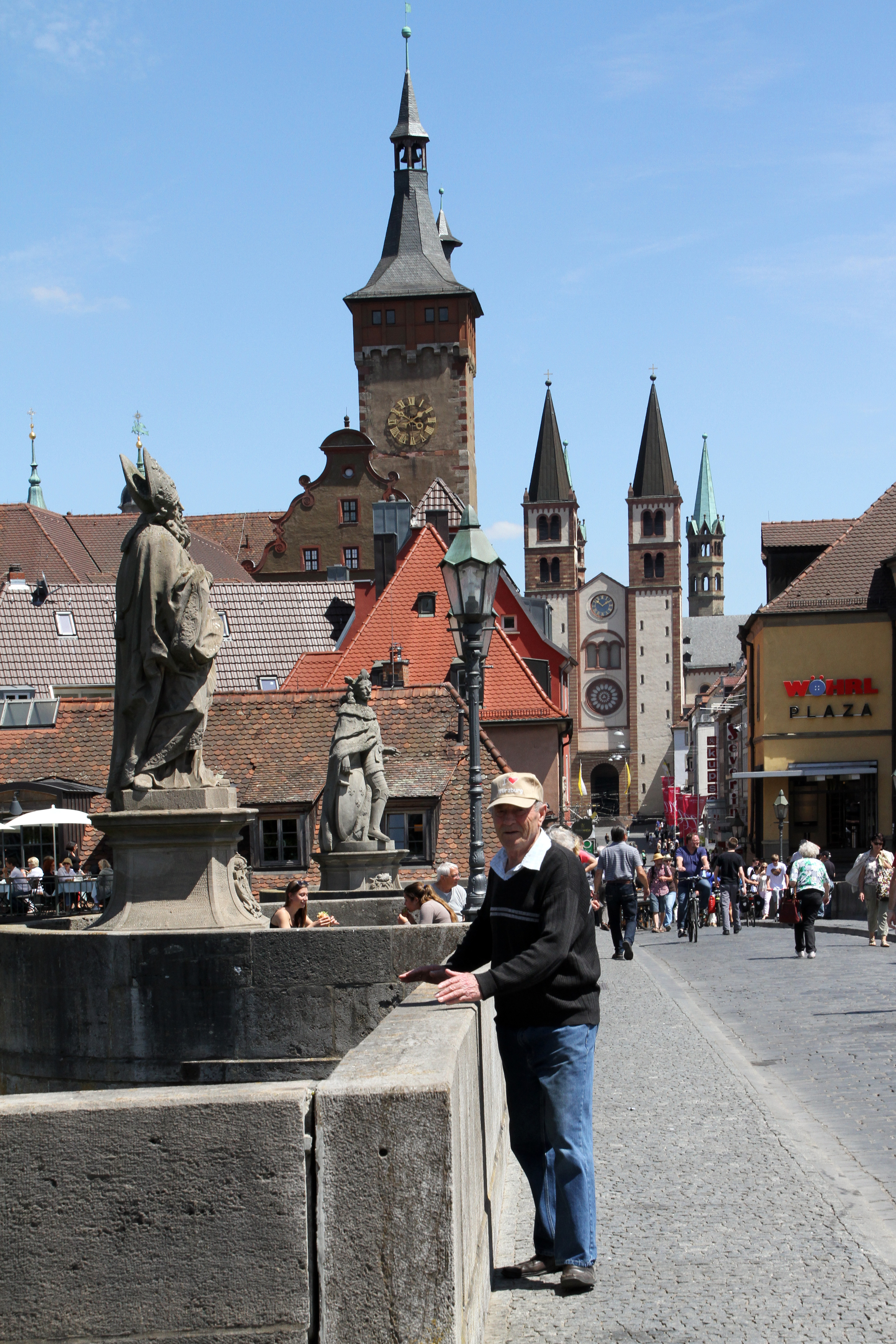
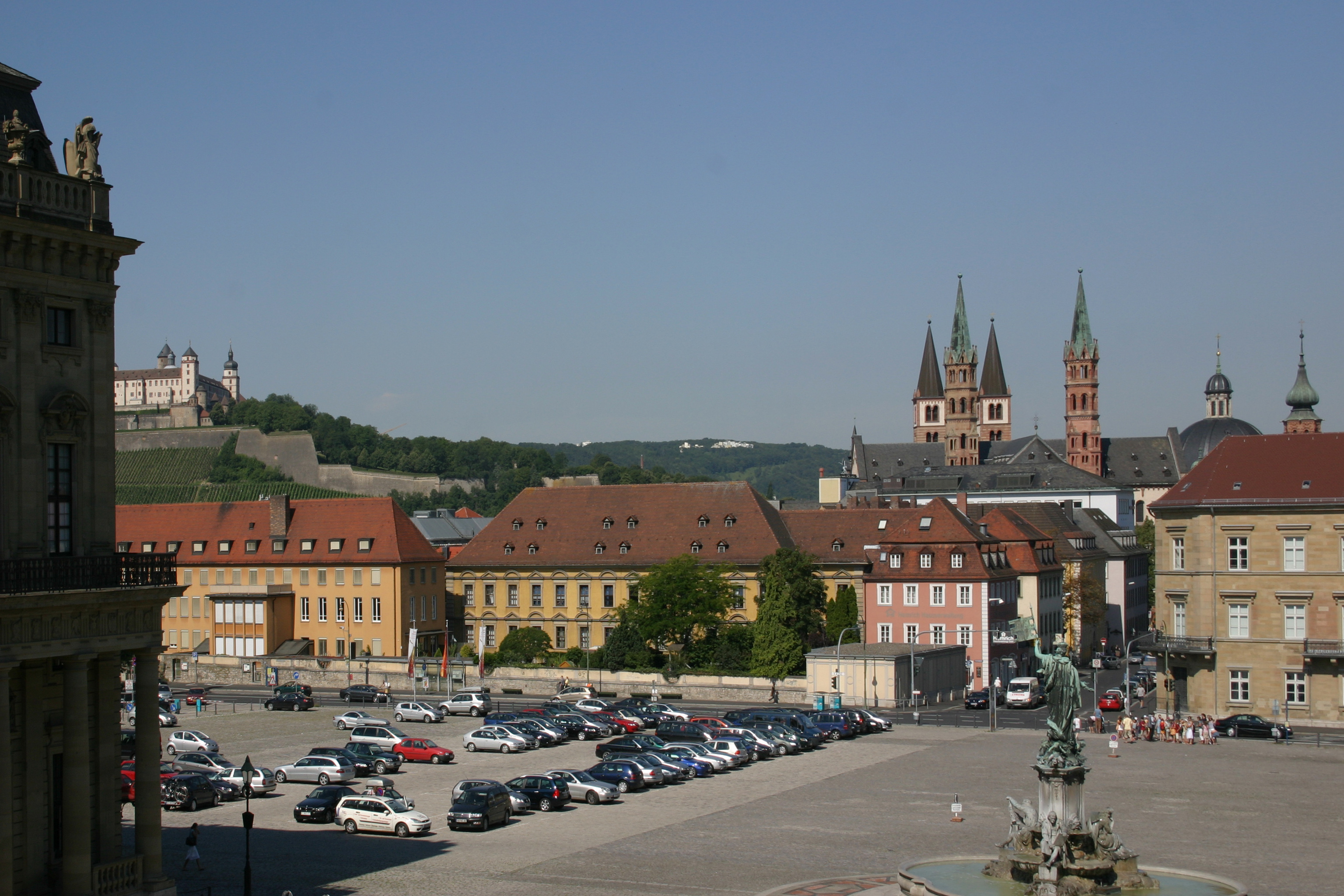
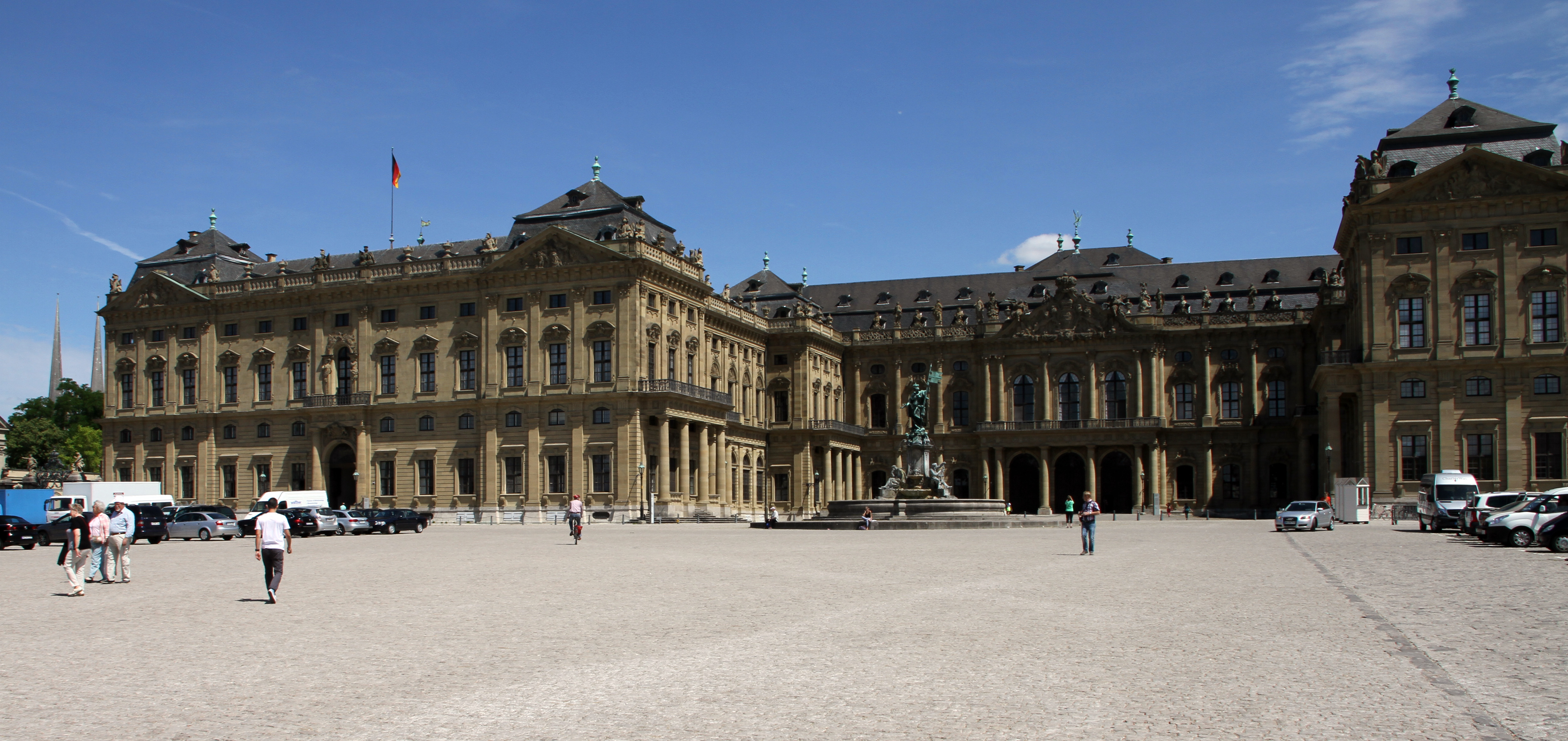
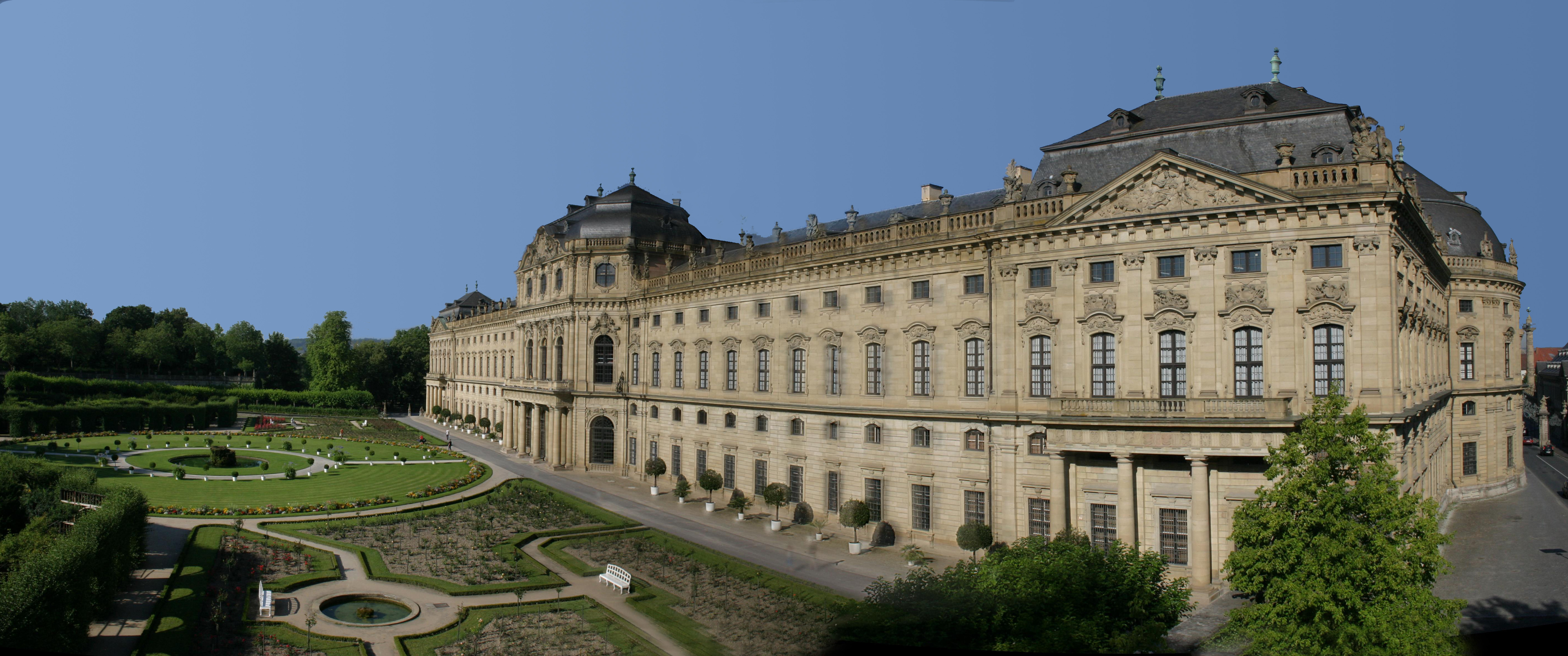
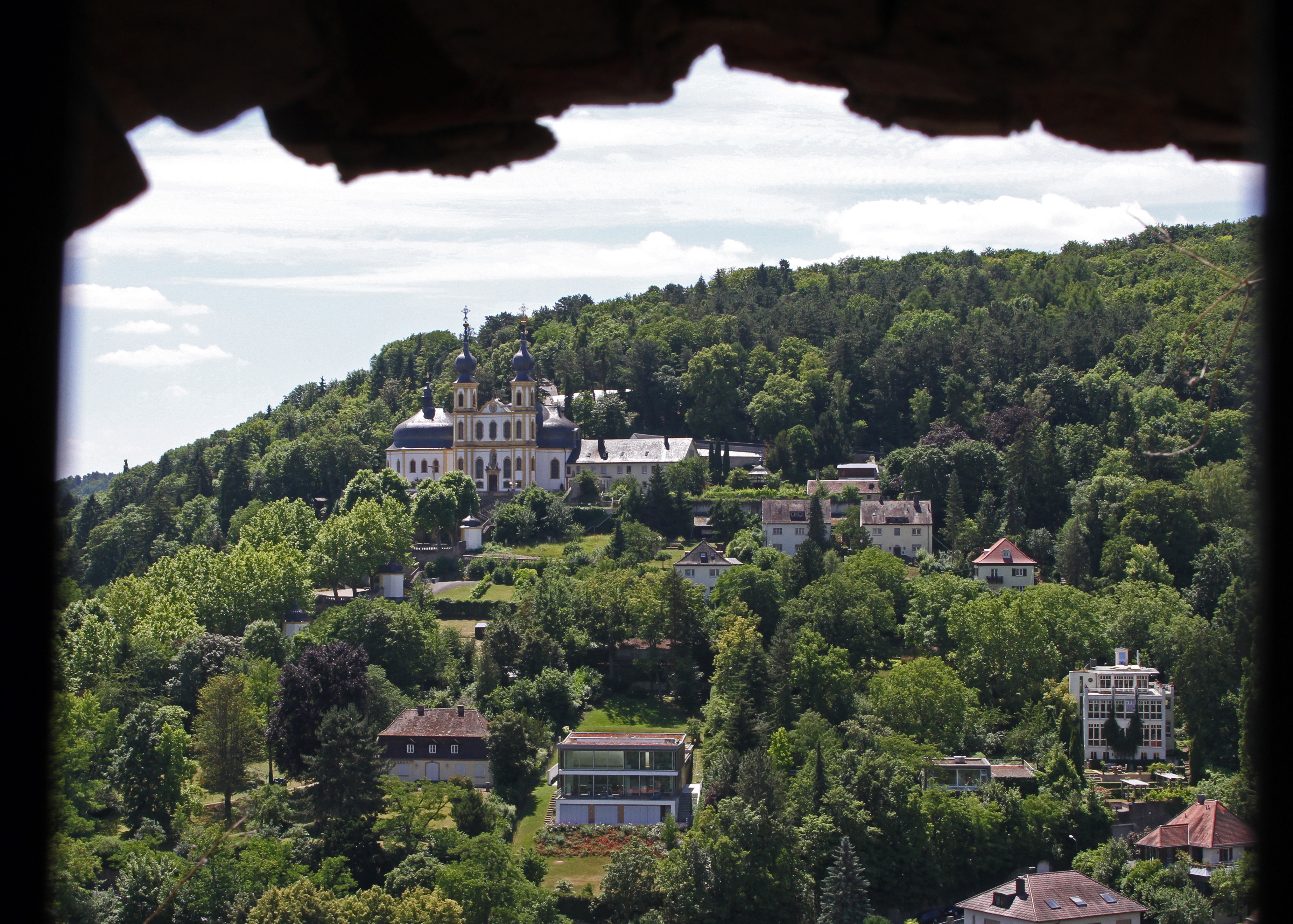
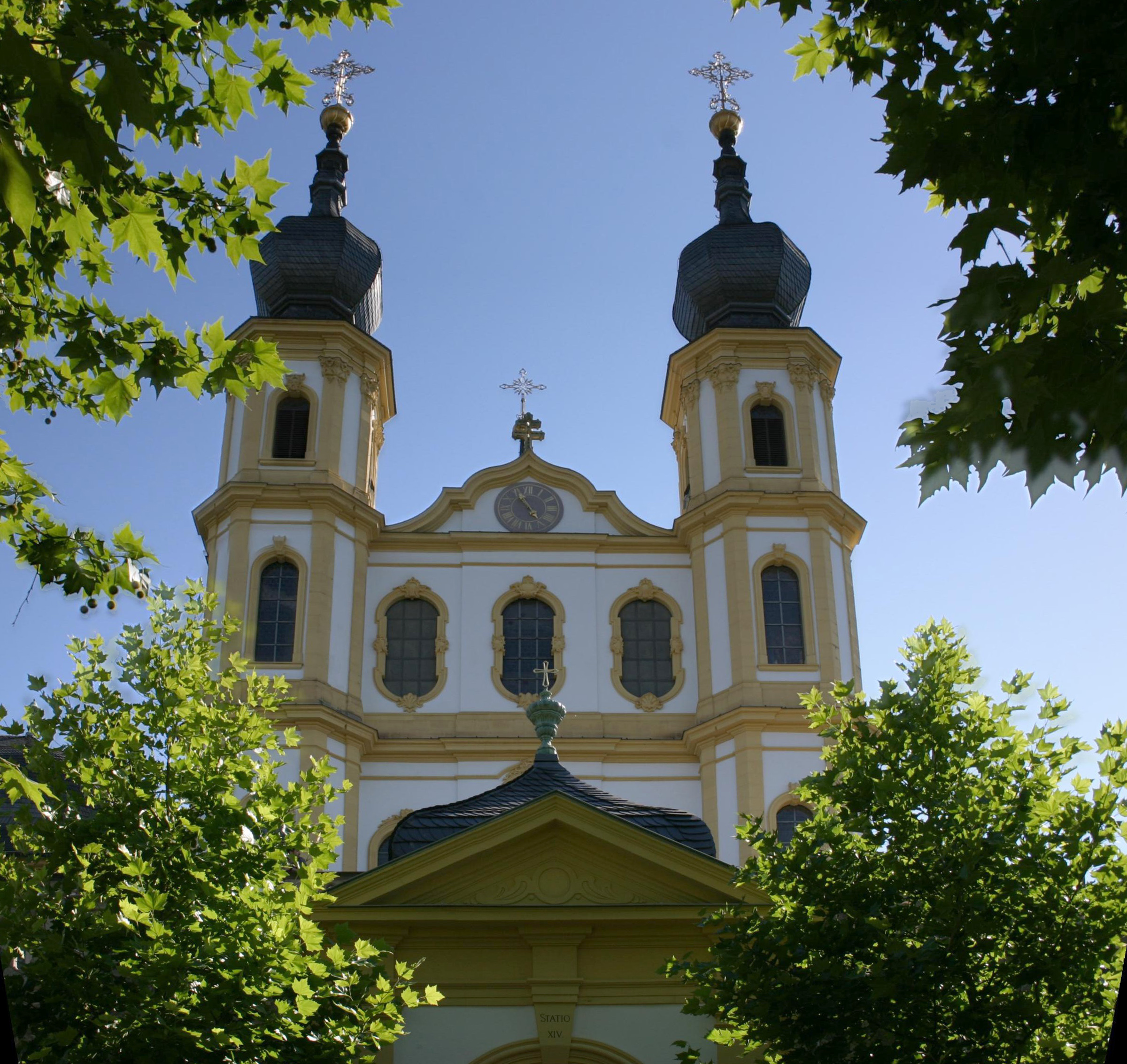
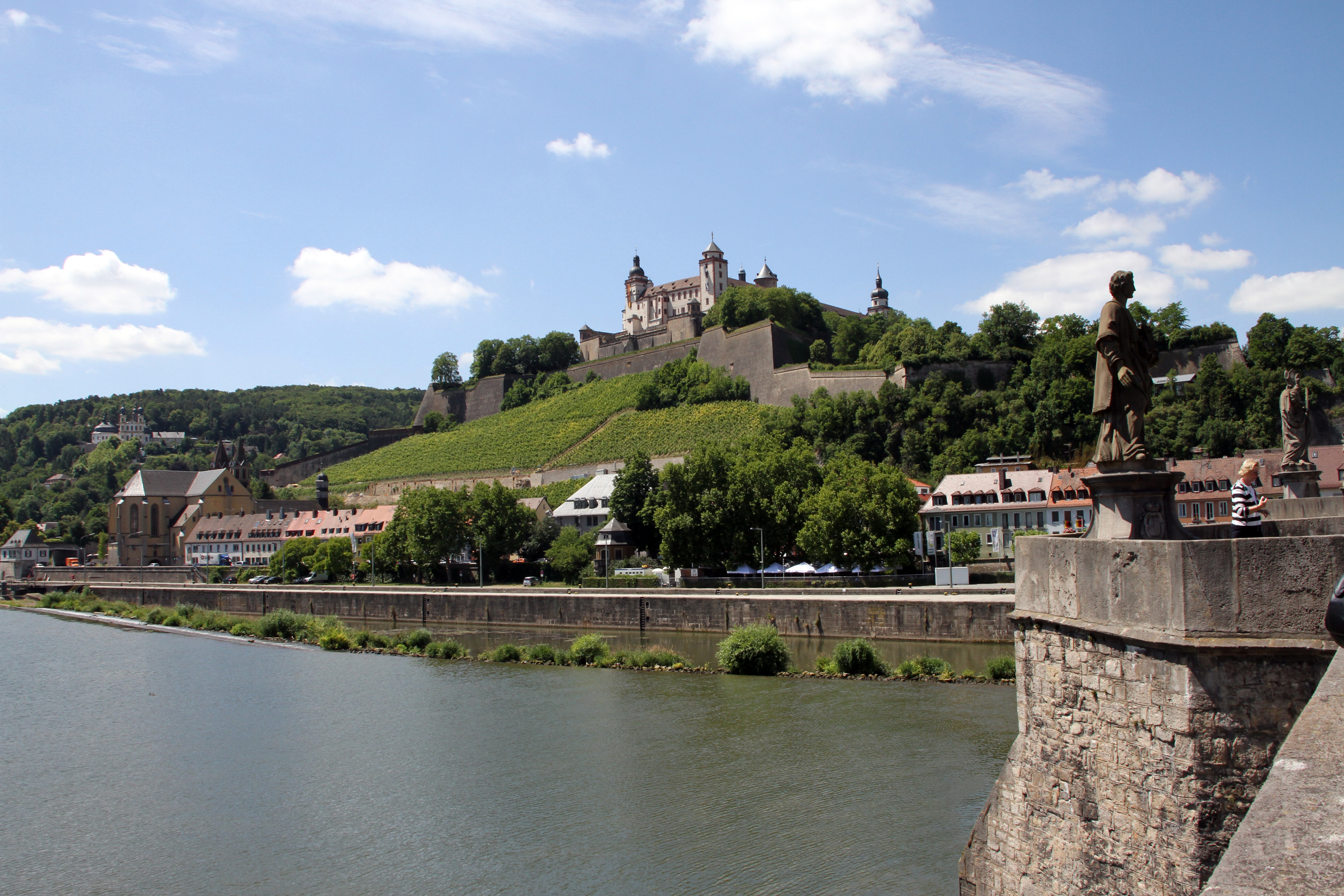
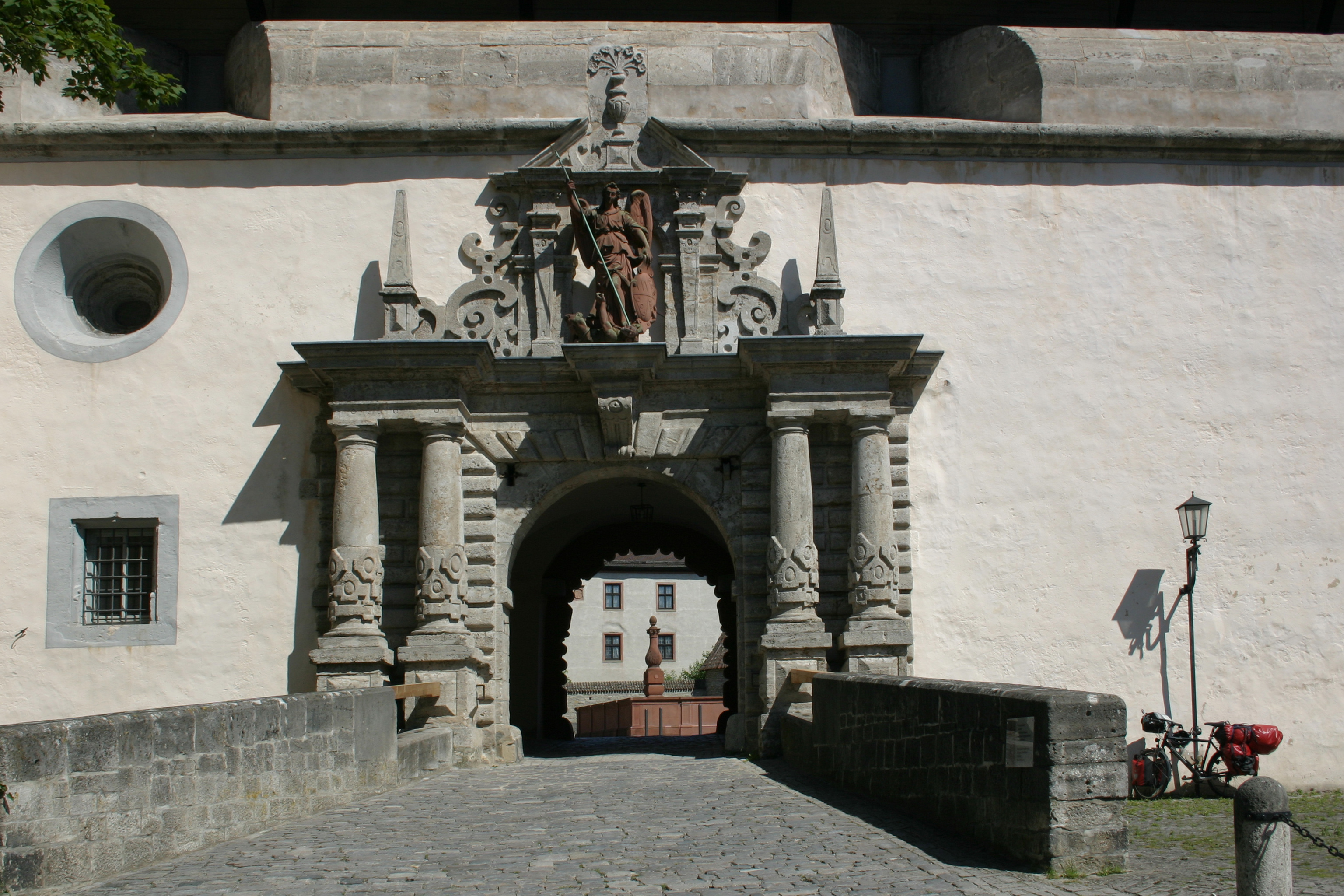
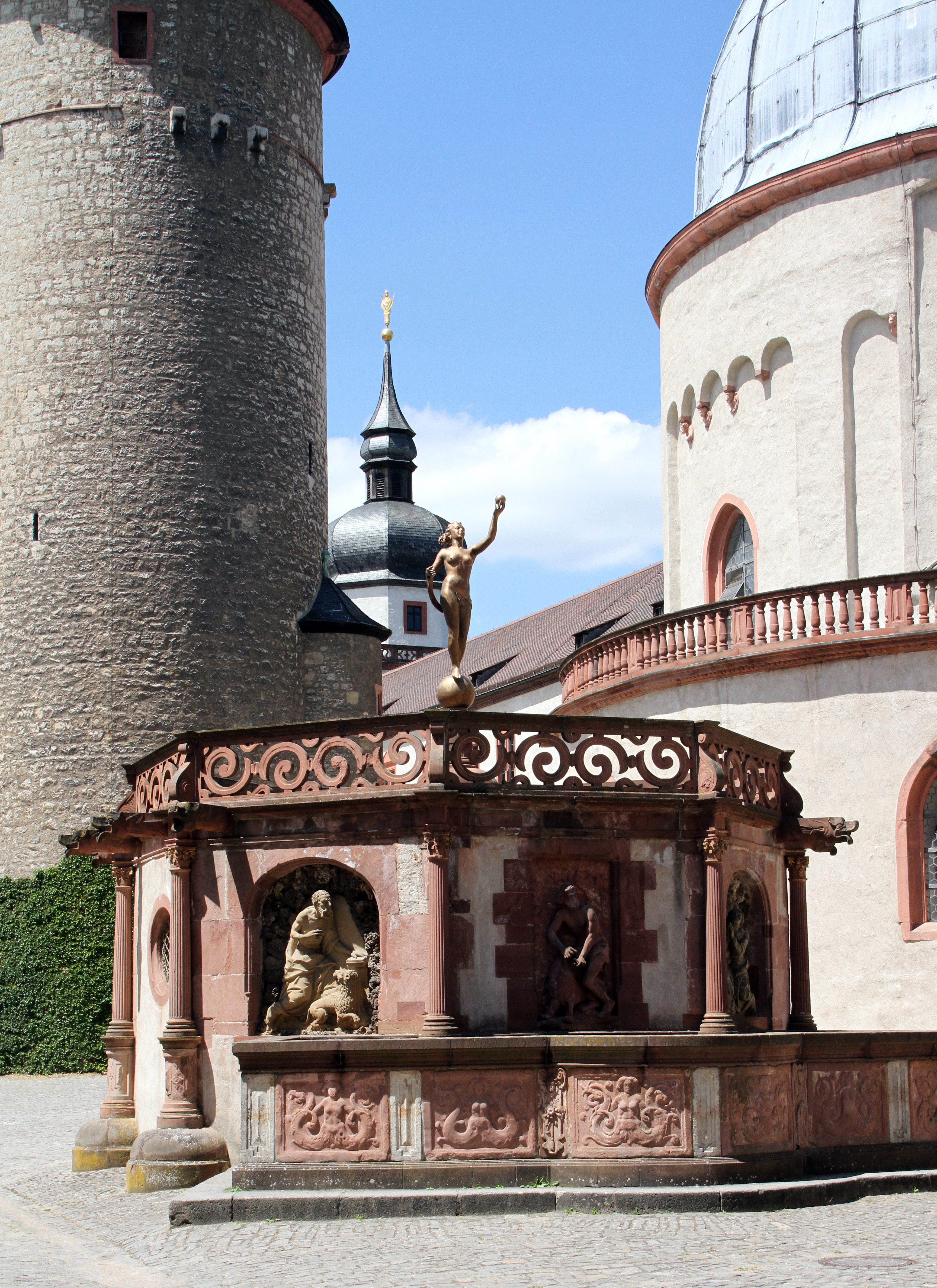